# Saison 1987-1988 de l'Élan sportif chalonnais
Saison 1987-1988 de l'Élan chalon en Nationale 4, avec un maintien.

## Effectifs
| Nationalité | Joueur           | Taille |
| ----------- | ---------------- | ------ |
|             | Sylvain Alliot   |        |
|             | Laurent Boudias  | 1,86 m |
|             | Eric Larcenet    |        |
|             | Pascal Bourgeois | 1,90 m |
|             | Michel Cogne     |        |
|             | Cyril Vincent    | 1,88 m |
|             | Olivier Potillon |        |
|             | Philippe Bossu   |        |
|             | Gilles Schneider | 1,88 m |
|             | Thierry Schell   | 2,00 m |
|             | Mario Couchy     | 1,98 m |

- Entraineur :  Jean-François Letoret

puis  Michel Cogne

## Matchs

### Championnat

#### Matchs aller
- Saint-Martin-D'Hères / Chalon-sur-Saône : 79-81
- Chalon-sur-Saône / Cran : 82-64
- Montferrand / Chalon-sur-Saône : 74-68
- Chalon-sur-Saône / AL Echirolles : 86-92
- Saint-Priest / Chalon-sur-Saône : 75-78
- Chalon-sur-Saône / ES Dionzaise : 82-72
- Vic-le-Comte / Chalon-sur-Saône : 112-104
- Chalon-sur-Saône / JS Aixoise : 86-74
- Chalon-sur-Saône / Bourgoin-Jallieu : 81-96
- FC Gueugnon / Chalon-sur-Saône : 84-86
- Chalon-sur-Saône / Feurs : 105-89

#### Matchs retour
- Chalon-sur-Saône / Saint-Martin-D'Hères : 100-62
- Cran / Chalon-sur-Saône : 75-79
- Chalon-sur-Saône / Montferrand : 90-79
- AL Echirolles / Chalon-sur-Saône : 79-72
- Chalon-sur-Saône / Saint-Priest : 94-80
- ES Dionzaise / Chalon-sur-Saône : 87-75
- Chalon-sur-Saône / Vic-le-Comte : 115-89
- JS Aixoise / Chalon-sur-Saône : 103-78
- Bourgoin-Jallieu / Chalon-sur-Saône : 73-71
- Chalon-sur-Saône / FC Gueugnon : 121-87
- Feurs / Chalon-sur-Saône : 96-88

### Coupe de Franceamateur
Le club n'a pas participer à cette Coupe de France.

## Bilan
L'Elan Sportif Chalonnais finit 5e sur 12 (13 victoires pour 9 défaites) et se maintient en Nationale 4 à la fin de saison.

## Sources
- « Élan Chalon (20 ans de championnat de France) », supplément du Journal de Saône-et-Loire.